# 伯恩特普雷里 (伊利諾伊州)
伯恩特普雷里（英語：Burnt Prairie）是位於美國伊利諾伊州懷特縣的一個村落。

## 地理
伯恩特普雷里的座標為38°15′05″N 89°15′28″W / 38.25139°N 89.25778°W，而該地最高點為海拔高度136米（即446英尺）。

## 人口
根據2010年美國人口普查的數據，伯恩特普雷里的面積為0.20平方千米，當中陸地面積為0.20平方千米，而水域面積為0.00平方千米。當地共有人口52人，而人口密度為每平方千米260人。